# Краудфъндинг
Краудфъндингът (на английски: crowdfunding, групово финансиране) е новосъздаден начин за набавяне на средства от много хора.
Краудфъндингът е начин за набавяне на финансови средства, като много хора се подканват да осигурят малки суми.
За финансиране на бизнес проект или начинание предприемачите са уговаряли няколко души за големи суми пари. Краудфъндингът преобръща тази идея, като се използва интернет, за да се разговаря с хиляди, ако не и с милиони потенциални финансиращи лица и организации. След това те могат да използват социалните медии, заедно с традиционните мрежи от приятели, роднини, познати и колеги, за да съберат пари.
Груповото финансиране е ниша, която става все по-популярна, особено за малкия и среден бизнес, който често, за да намери финансови средства, се бори с банковата система за отпускане на заеми и доказване на платежоспособност и на добър бизнес план и стратегия за развитие на дейността. При груповото финансиране всичко опира до добро представяне на интересната идея, проект, а останалото е въпрос на лично усещане от страна на потенциалните инвеститори.
Всъщност моделът е доста прозрачен, тъй като никой нищо не обещава, единствено се представят добрите намерения за реализация на успешен проект. Тук идва разликата в някои от моделите на групово финансиране. При едни инвеститорите получават дял от проекта, тоест стават вид акционери и при успешната реализация на проекта получават дивиденти от реализираните приходи. При другия тип проекти за групово финансиране потребителите инвестират средства, без да получават нищо в замяна, единствено символични награди в знак на благодарност за направената инвестиция.

## Сфери на групово финансиране
Могат да се определят няколко основни насоки, в които се набират средства за групово финансиране:
- За обществено полезни каузи, които не облагодетелстват пряко и единствено своя създател, а напротив, група от хора или цели общества.
- С комерсиална цел, при които набраните средства от проекта идват изцяло за неговия създател.

Проектите могат да бъдат както следва:
1. Артистични проекти – изложби, музикални клипове, записи на албуми и други подобни, които имат по-скоро за цел да подкрепят различни сфери на изкуството.
2. Бизнес проекти – малки компании или новостартиращи такива
3. Изобретения – често това е изработка на ръчни изделия, като в този вариант се преминава все повече към електронна търговия, тъй като се представя цена на всяко изделие и всеки желаещ може да си поръча или подкрепи разработката им или човека, който ги прави. В тази сфера има още един тип платформи за групово финансиране, където инвеститорът финансира проект за изработка на авторско изделие или изобретение, а след неговата изработка то се пуска за продажба онлайн и печалбата се поделя между инвеститорите, които са повярвали в идеята и са я подкрепили.